# Strallo (ingegneria)

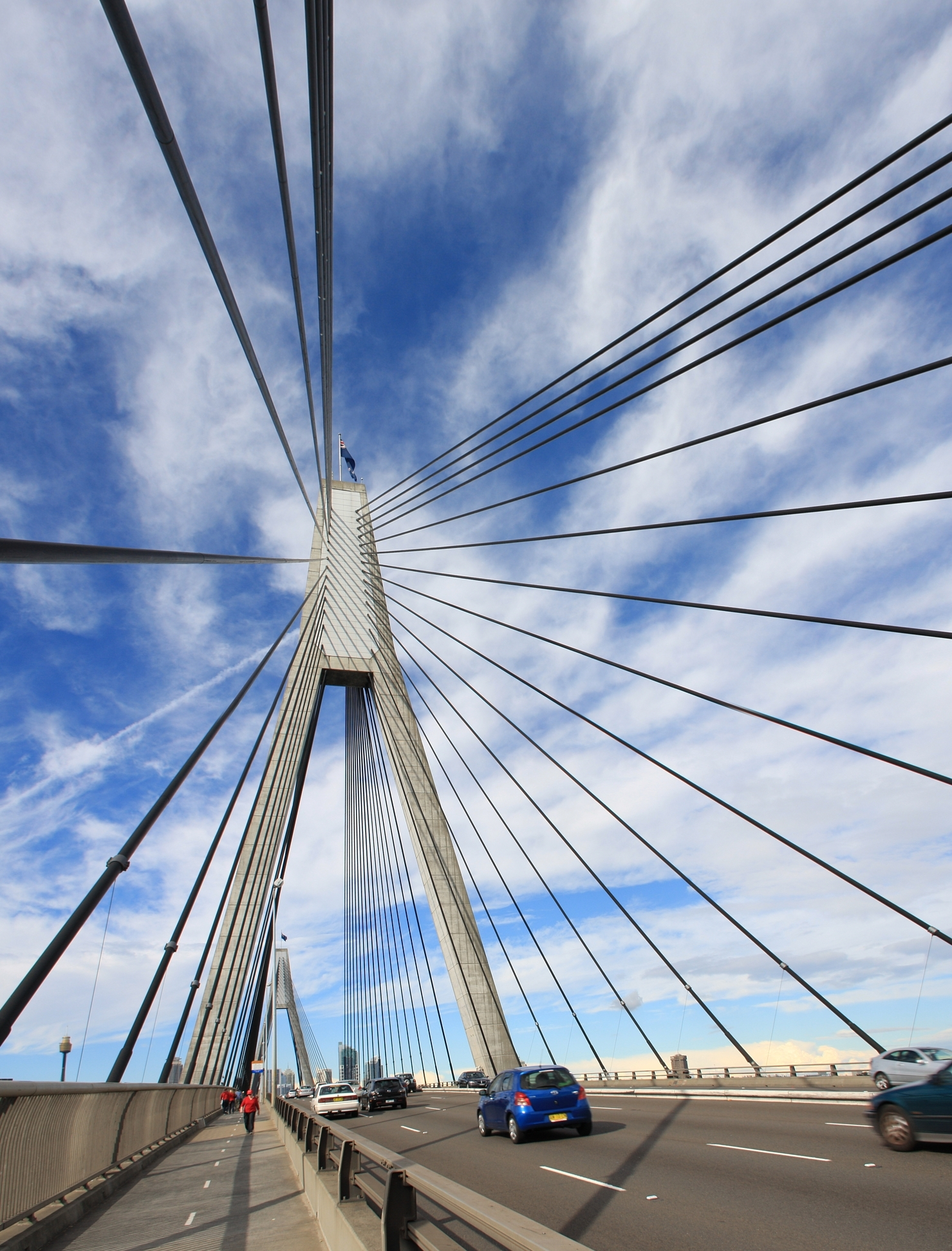
Particolare degli stralli che sorreggono l'ANZAC Bridge di Sydney

Lo strallo, in ingegneria, è l'elemento strutturale caratteristico del ponte strallato. Traendo spunto dall'omonimo termine marinaresco, viene così chiamato il tirante inclinato che parte dalla sommità dell'antenna, e a cui è sospeso l'impalcato del ponte strallato.

## Descrizione
Simile ad una grossa fune, lo strallo è generalmente realizzato in acciaio ad alta resistenza, ma recentemente vengono realizzati in forma sperimentale anche in fibra di carbonio. Di grande eleganza estetica, lo strallo è tipicamente composto da numerosi fili conformati secondo uno dei seguenti schemi: cordati a formazione di funi chiuse, intrecciati a formazione di trefoli paralleli, od in fili paralleli. È caratterizzato dagli elevati carichi che deve trasmettere (fino a circa 13 000 kN) e dalle grandi lunghezze (fino a circa 500 metri).
Elementi caratteristici degli stralli sono gli ancoraggi alle strutture d'impalcato e alle antenne, nonché il sistema di protezione nei confronti della corrosione. Le problematiche che devono essere risolte nel progetto e nella realizzazione degli stralli di ponti strallati sono la resistenza statica e a fatica, l'efficienza degli ancoraggi, l'efficacia del sistema di protezione, la loro installazione e la previsione di sostituzione, ed il controllo delle vibrazioni indotte dal vento.